# IV Liceum Ogólnokształcące im. Marii Skłodowskiej-Curie w Olsztynie
IV Liceum Ogólnokształcące im. M. Skłodowskiej-Curie w Olsztynie – publiczna szkoła średnia, należy do Zespołu Szkół Ogólnokształcących nr 2 w Olsztynie. Utworzona 1 września 1975 roku na mocy decyzji Kuratora Oświaty i Wychowania, dr. Andrzeja Gerszberga.

## Historia
- 1 września 1975 – rozpoczęcie działalności liceum w budynku I LO im. A. Mickiewicza
- 2 lutego 1976 – przeniesienie siedziby szkoły do budynku przy ówczesnej al. Zwycięstwa 56
- 4 lutego 1976 – pierwsza wywiadówka w nowym budynku
- 6 lutego 1976 – pierwsze posiedzenie Rady Pedagogicznej w nowym budynku
- wrzesień 1976 – udostępnienie budynku Zespołowi Szkół Elektronicznych
- maj 1977 – pierwsza matura w IV LO
- 1 lipca 1977 – powołanie do życia Zespołu Szkół Ogólnokształcących nr 2
- 21 października 1995 r. - nadanie IV LO imienia Marii Skłodowskiej- Curie oraz I Zjazd Absolwentów
- 7 listopada 2025 r. - obchodu jubileuszu 50-lecia istnienia IV LO i II Zjazd Absolwentów.

## Dyrektorzy
1. Piotr Tarlecki – IX 1975 r. – VIII 1987 r.
2. Leszek Gnatowski – IX 1987 r. – VIII 1991 r.
3. Lech Przybylski – IX 1991 r. – VIII 2021 r.
4. Tomasz Niedźwiecki – IX 2021 r. –

## Znani absolwenci
- Maciej Brzoska, aktor
- Małgorzata Pieńkowska, aktorka
- Paweł Burczyk, aktor
- Magdalena Rigamonti (z domu Łukaszewicz), polska dziennikarka prasowa i radiowa
- Łukasz Jędrys, muzyk
- Marcin Antonowicz, student, zamordowany w 1985 r.  przez milicjantów w niewyjaśnionych okolicznościach
- Marcin Kuchciński, marszałek województwa warmińskiego-mazurskiego
- Michał Wypij, poseł na Sejm RP IX kadencji
- Iwona Arent, poseł na Sejm RP V, VI, VII, VIII, IX, X kadenecji
- Zbigniew Chojnowski, profesor nauk humanistycznych
- Małgorzata Pieńkowska, aktorka
- Maciej Brzoska, aktor